# 金沢本町
金沢本町（かねざわもとまち）は、秋田県横手市の大字。郵便番号013-0812。人口は343人、世帯数は129世帯（2020年10月1日現在）。住居表示は全域で未実施。旧仙北郡金沢町大字金沢本町、旧仙北郡金沢本町村に相当する。

## 地理
横手市の北端に位置しており、東で金沢、南で金沢中野、北で仙北郡美郷町金沢と隣接する。北を中ノ目川、南端部を厨川が西流し、中央部を国道13号の旧道が南北に縦貫しており、沿線に住宅や商店が密集する。戦国時代には、城館が現在の金沢公園を中心とする山上に築かれ、その麓に位置する金沢本町は城下町として機能していた。そのため、金沢本町は仙北郡における軍事・政治・経済の一拠点であり、また羽州街道上に設けられた仙北郡南端の駅場でもあったことから、金沢地区の中心地として発展した。本町・立石・菊水・川目・荒町の各集落で構成される。
全域が都市計画区域に含まれるが、区域区分非設定区域となっている。都市計画法上の用途地域には指定されていない。

### 小字
2024年（令和6年）10月5日時点での「横手市（秋田地方法務局大曲支局）登記所備付地図データ」、デジタル庁公表の「アドレス・ベース・レジストリ」の「秋田県 横手市 町字マスター（フルセット） データセット」、横手市公表のオープンデータによれば、金沢本町の小字は以下の通りである。
| 町・字   | 町・字   | 出典 | 出典         | 出典       |
| 大字     | 小字     | 登記 | 町字マスター | 行政区一覧 |
| -------- | -------- | ---- | ------------ | ---------- |
| 金沢本町 | 字荒町   | ○    | ○            | ○          |
| 金沢本町 | 字根小屋 | ○    | ○            | ○          |
| 金沢本町 | 字川目   | ○    | ○            | ○          |
| 金沢本町 | 字田町   | ○    | ○            | ○          |
| 金沢本町 | 字本町   | ○    | ○            | ○          |
| 金沢本町 | 字立石   | ○    | ○            | ○          |

## 歴史
正保4年（1647年）の『出羽国知行高目録 下』によれば、金沢村として記載があるが、これに対応する『出羽一国御絵図』には金沢村は金沢前郷、金沢中野村は前郷ノ内中野村とあり、この時点で村名がどの程度の範囲を指しているのかは不明確である。享保15年（1730年）の『六郡御黒印村附帳』で当高70石4斗4升2合の金沢本町村と見えるのが初見史料で、同年の六郡郡邑記でも村名が見える。

### 沿革
- 1873年（明治6年）2月 - 秋田県第5大区小7区に属する[13]。
- 1881年（明治14年）4月16日 - 金沢本町郵便局（現・羽後金沢郵便局）が開局[14]。
- 1889年（明治22年）4月1日 - 町村制施行に伴い、金沢村・金沢本町村・金沢中野村・安本村・野荒町村が合併し、金沢村となる[15]。金沢本町村は金沢村大字金沢本町となる[16]。
- 1897年（明治30年） - 町制施行して金沢町となる[17]。金沢町大字金沢本町となる[16]。
- 1956年（昭和31年）9月30日 - 金沢町が横手市に編入。横手市金沢本町となる[16]。
- 1972年（昭和47年）12月15日 - 老朽化していた横手市役所金沢支所（旧金沢町役場、字本町27番地）が、同地で建て替え金沢公民館となる[18]。支所は公民館に併置[18]。
- 2017年（平成29年）3月 - 金沢公民館が、金沢中野の旧金沢小学校に移転し「金沢孔城館」として開館[19]。

## 世帯数と人口
2020年（令和2年）10月1日現在の世帯数と人口は以下の通りである。
| 大字     | 小字     | 世帯数  | 人口  |
| -------- | -------- | ------- | ----- |
| 金沢本町 | 字田町   | 28世帯  | 81人  |
| 金沢本町 | 字荒町   | 11世帯  | 25人  |
| 金沢本町 | 字本町   | 32世帯  | 78人  |
| 金沢本町 | 字根小屋 | 16世帯  | 53人  |
| 金沢本町 | 字立石   | 30世帯  | 73人  |
| 金沢本町 | 字川目   | 12世帯  | 33人  |
| 計       | 計       | 129世帯 | 343人 |

### 人口・世帯数の推移
以下は国勢調査による1995年（平成7年）以降の人口の推移。2000年と2005年のデータは外れ値となっており、おそらく金沢との合算になっているためここでは省く。
| 年                 | 人口 |
| ------------------ | ---- |
| 1995年（平成7年）  | 751  |
| 2010年（平成22年） | 477  |
| 2015年（平成27年） | 413  |
| 2020年（令和2年）  | 343  |

以下は国勢調査による1995年（平成7年）以降の世帯数の推移。人口推移と同じく2000年と2005年のデータは省いている。
| 年                 | 世帯数 |
| ------------------ | ------ |
| 1995年（平成7年）  | 203    |
| 2010年（平成22年） | 144    |
| 2015年（平成27年） | 137    |
| 2020年（令和2年）  | 129    |

## 小・中学校の学区
市立小・中学校に通う場合、学区（校区）は以下の通りとなる。
| 小字 | 小学校               | 中学校               |
| ---- | -------------------- | -------------------- |
| 全域 | 横手市立横手北小学校 | 横手市立横手北中学校 |

## 交通

### 鉄道
鉄道駅はない。最寄り駅は■奥羽本線の後三年駅。

### バス
羽後交通
- 荒町（横手・大曲線）
- 金沢本町（横手・大曲線）

## 施設
- 羽後金沢郵便局（字本町32番地2）[25]
1881年4月16日に金沢本町郵便局として開局、1920年11月1日に現名称へ改称した[14]。1947年12月1日に金沢本町24（原文ママ）へ移転、1963年に字立石26番地11へ再度移転[14]、その後、時期不明だが現在地[25]へと移転した。
- 桂徳寺（字根小屋21番地）[26]
山号：帰命山、宗派：真宗大谷派、本尊：阿弥陀如来[26]
常陸国出身の武士である桂徳刑部は、のちに南部藩遠野へ移住し、晩年には「釈祐信」と号した。その後、4代目の釈祐徳の代に現在地へ移り、阿弥陀如来を安置していた阿弥陀堂に居住した。この祐徳をもって開基とされている。この阿弥陀如来坐像は、秋田県指定の有形文化財であり[27]、清原氏の時代から祀られていたと伝えられている。一度火災により全身が焼損し、その後川に落下したとされるが、後に発見され、現在の場所に安置された[26]。
- 長安寺（字荒町35番地）[28]
山号：超光山、宗派：真宗大谷派、本尊：阿弥陀如来[28]
永享6年（1434年）、長井時広9代の孫に当たる釈浄教が、蓮如に帰依して仏教に入信し、陸奥国新堀（現在は岩手県花巻市）に一寺を建立したことが開基とされている。本尊と寺号は蓮如から賜った。その後、明応年間に金沢前郷へ移転し、さらに慶長年間に現在地へと再び移転した。山号は当初「超日月光山」と称していたが、時期は不明ながら、現在は「超光山」となっている[28]。